# Kalyani Stadium
Il Kalyani Stadium è uno stadio a Kalyani. Principalmente ci gioca il United Sports Club militante in I-League. Lo stadio ha una capacità di 20.000 spettatori. È emerso come un percorso alternativo a Calcutta per lo svolgimento di numerose partite di calcio I- League e altri eventi sportivi.

## Struttura

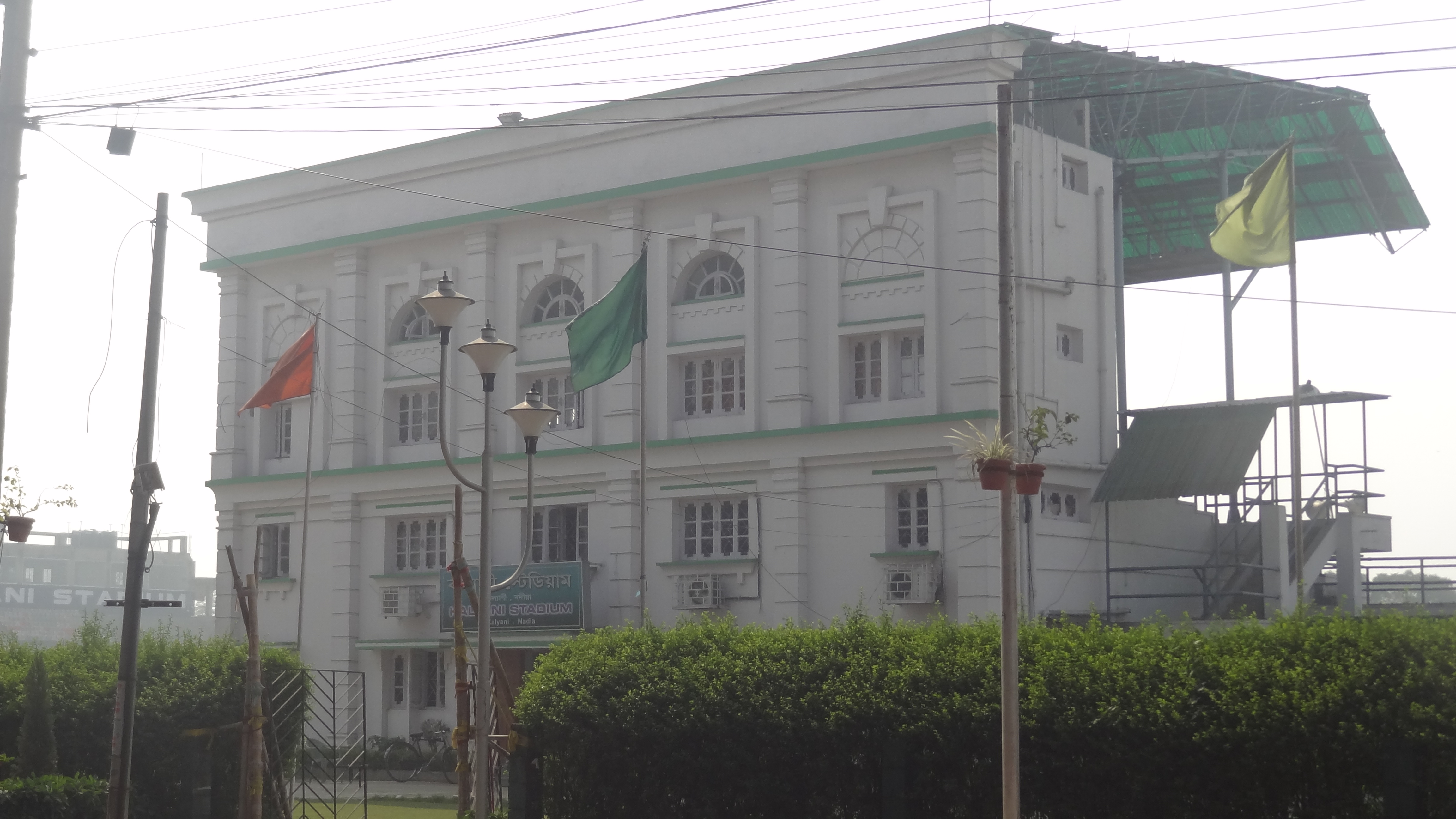
Vista esterna dello stadio

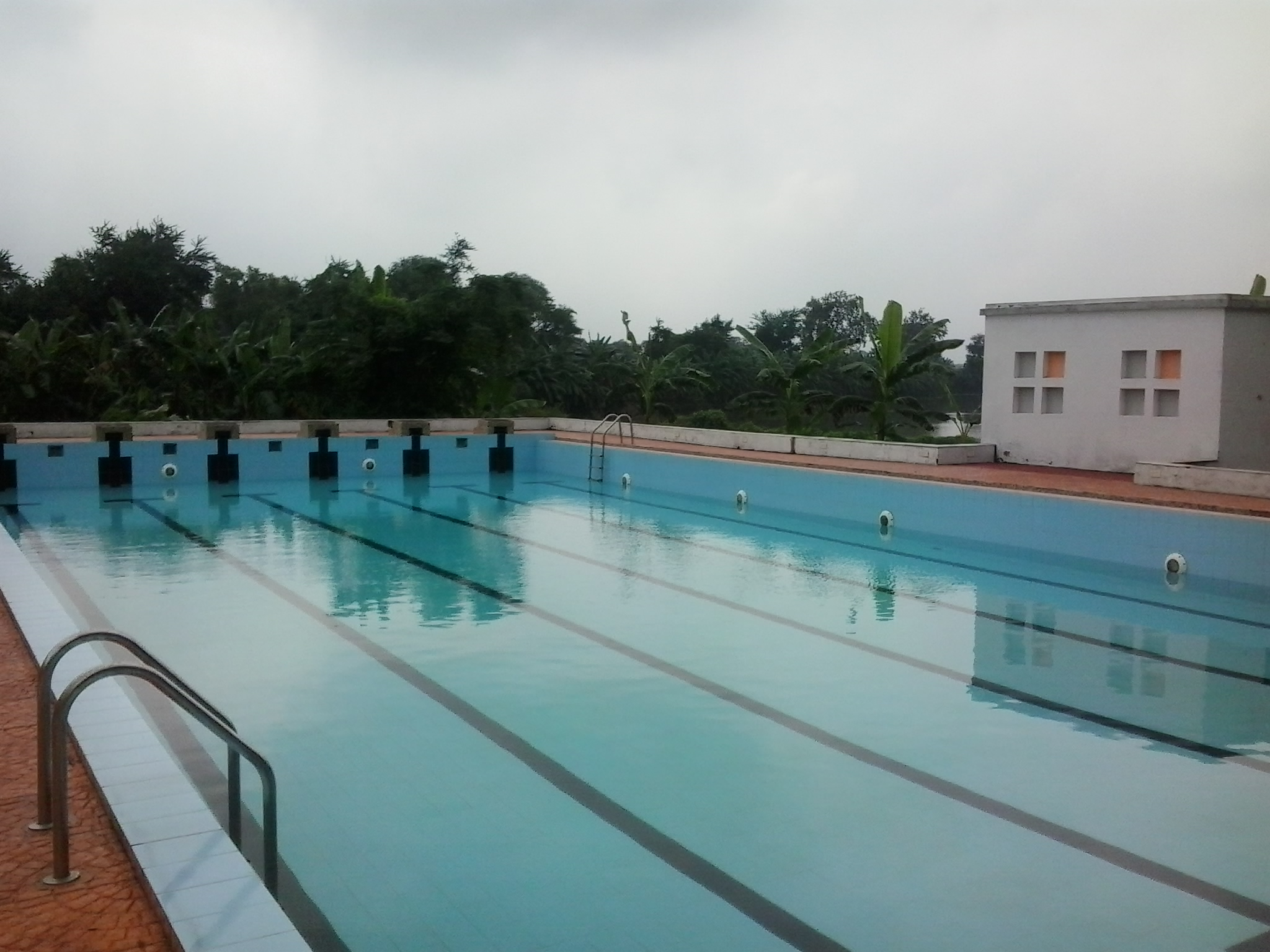
Piscina dello stadio

Situato vicino al lago Kalyani e quasi nella parte centrale della città di Kalyani. Il cancello principale si trova proprio di fronte al Kalyani Sub Divisional Court Building. Sono annesse allo stadio una piscina e una palestra.